# Gaspard Gourgaud
Pour les articles homonymes, voir Gourgaud.
Pour les autres membres de la famille, voir Famille Gourgaud.
Gaspard Gourgaud, baron Gourgaud, né à Versailles le 14 novembre 1783 et mort le 25 juillet 1852 à Paris, est un général et homme politique français.
Polytechnicien, officier d'artillerie, il devient le premier aide de camp, puis l'un des principaux mémorialistes de Napoléon Ier, auquel il sauve deux fois la vie. Il accompagne l'Empereur en exil à Sainte-Hélène, mais quitte l'île dès 1818.
Marié en 1822 avec Françoise-Marthe Roederer (1783-1823), fille du comte Pierre-Louis Roederer, il en a un fils, Louis-Napoléon-Marie-Hélène (1823-1879), 2e baron Gourgaud, qui prénomme le sien Marie-Honoré-Gaspard-Napoléon (1859-1919). Le premier baron Gourgaud est enterré au cimetière du Père-Lachaise.
Par son mariage, il devient administrateur de la société familiale les Manufactures de glaces et verres de Saint-Quirin, Cirey et Monthermé.

## Biographie

### Officier d'artillerie
Fils d'un musicien de la chapelle de Louis XVI (Étienne Gourgaud, 1734-1805) et d'une berceuse du duc de Berry (Hélène Girard, 1747-1846) et petit-fils du célèbre acteur Dugazon (pseudonyme de Pierre-Antoine Gourgaud) ; élève de l'École polytechnique en 1799, puis élève sous-lieutenant à l'école d'artillerie de Châlons. Il entre en 1802 comme lieutenant en second au 7e régiment d'artillerie à pied, et passe en 1803 lieutenant au 6e régiment d'artillerie à cheval, et devient en août 1804 aide-de-camp du général Foucher.
Dans la campagne de 1805, il se trouve à Ulm, à la prise de Vienne et au passage du Danube. Dans cette dernière affaire, il se signale par un remarquable trait d'audace : profitant du trouble que le passage du pont de Thabor a jeté dans l'armée autrichienne, il s'élance vers le parc d'artillerie ennemi et s'en empare. Il combat ensuite à Austerlitz, où il est blessé ; à Iéna, à Prenzlau, à Pułtusk, où il reçoit la Légion d'honneur ; à Ostrołęka où il est promu capitaine, et à la bataille de Friedland.
II passe ensuite en Espagne, se distingue au siège de Saragosse, rejoint la Grande Armée et prend part aux journées d'Abensberg, d'Eckmühl, de Ratisbonne, d'Essling et de Wagram.

### Aide de camp de l'Empereur
C'est en 1811 que le capitaine Gourgaud est attaché à la personne de l'Empereur comme officier d'ordonnance : il doit cette faveur à l'intelligence avec laquelle il vient d'accomplir la reconnaissance de la place de Dantzig. À dater de cette époque il ne quitte plus l'Empereur. Dans la campagne de Russie, son zèle et son activité, pour assurer le service de son arme, sont des plus remarquables : blessé à Smolensk, il combat à Valentina et à la bataille de la Moskova. À Moscou il sauve Napoléon Ier : à la suite d'une exploration minutieuse du palais du Kremlin, il découvre une masse énorme de poudre (400 milliers), que l'incendie est sur le point d'atteindre, et réussit à empêcher l'explosion du palais où l'empereur va passer la nuit du 14 septembre 1812. En récompense de ce service signalé, il est créé baron de l'Empire alors qu'il n'est encore que capitaine. Ce fait est rarissime pour un officier de ce grade. Le décret lui conférant le titre de baron date de deux semaines plus tard, à Moscou. Les lettres patentes lui seront délivrées le 3 février après le retour en France.

### 1814

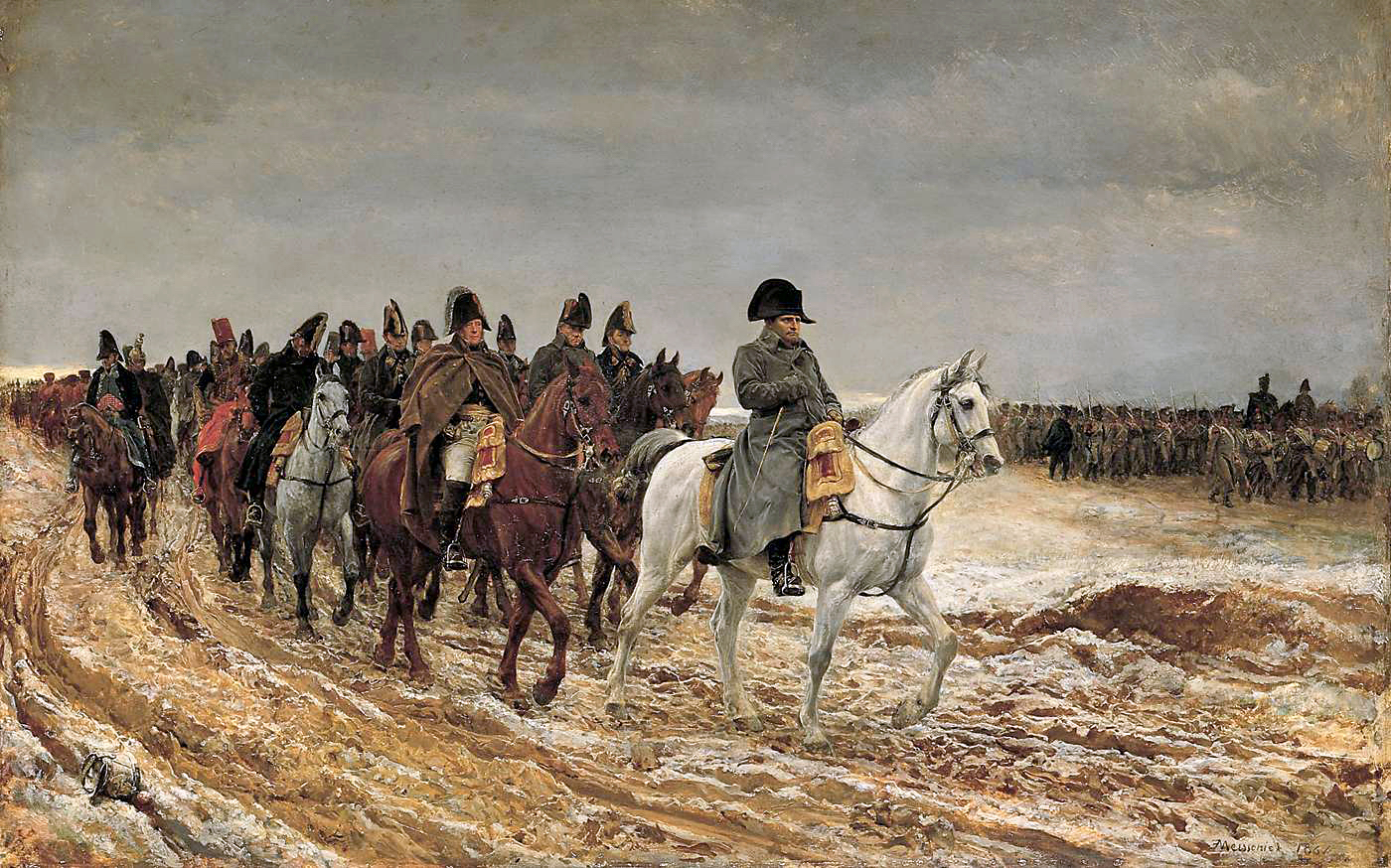
Peinture de Meissonier : 1814, campagne de France : retraite après la bataille de Laon ; Napoléon et son état-major derrière lui ; de gauche à droite, Ney (capote sur les épaules), Berthier, Flahaut (fils de Talleyrand) ; derrière Ney, un inconnu tombant de fatigue, puis Drouot et, derrière Flahaut, peut-être Gourgaud,,.

Lors de la retraite de Russie, son dévouement ne faiblit pas un instant : deux fois il passe la Bérézina à la nage, avant la construction des ponts, pour aller reconnaître la position de l'ennemi. Rentré en France, il vient rendre compte de la situation des débris des troupes françaises à l'Empereur qui le nomme immédiatement chef d'escadron et premier officier d'ordonnance.

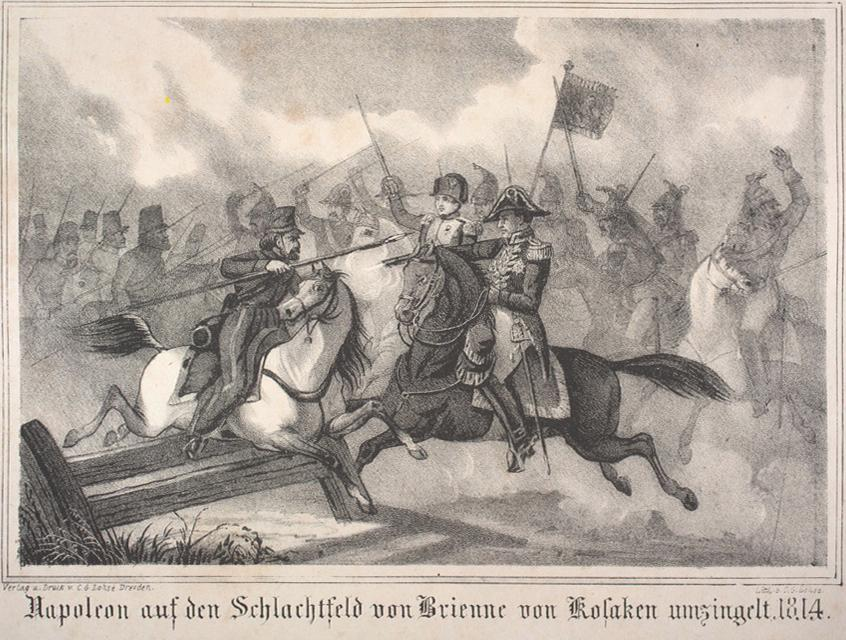
Le général Gourgaud sauve la vie de l'Empereur à la bataille de Brienne, le 29 janvier 1814.

Plusieurs missions importantes lui sont confiées dans la campagne d'Allemagne (1813) et accomplies à la haute satisfaction de l'Empereur. Sa conduite à la bataille de Dresde lui vaut la croix d'officier de la Légion d'honneur ; il se signale encore à la bataille de Leipzig, à la bataille de Hanau, et exécute avec une grande vigueur les ordres donnés par l'Empereur pour assurer la retraite de l'armée.
Pendant la campagne de France (1814), à la bataille de Brienne le 29 janvier 1814, il sauve la vie de l'Empereur en tuant d'un coup de pistolet un cosaque qui est sur le point de le transpercer de sa lance, et la tradition familiale raconte que lui-même aurait eu la vie sauve grâce à sa croix de la Légion d'honneur qui aurait bloqué la lance qu'il avait fait dévier sur lui. En récompense, il reçoit l'épée de Lodi. Il se trouve à Champaubert, est blessé à Montmirail, se trouve encore à Nangis, à Montereau, et culbute les Russes de la position d'Étoutevelles. Ce fait d'armes le fait nommer colonel et commandant de la Légion d'honneur. Il s'empare du faubourg de Reims à la tête d'une batterie et de deux bataillons d'infanterie, et entre le premier dans la ville.

### Compagnon d'exil

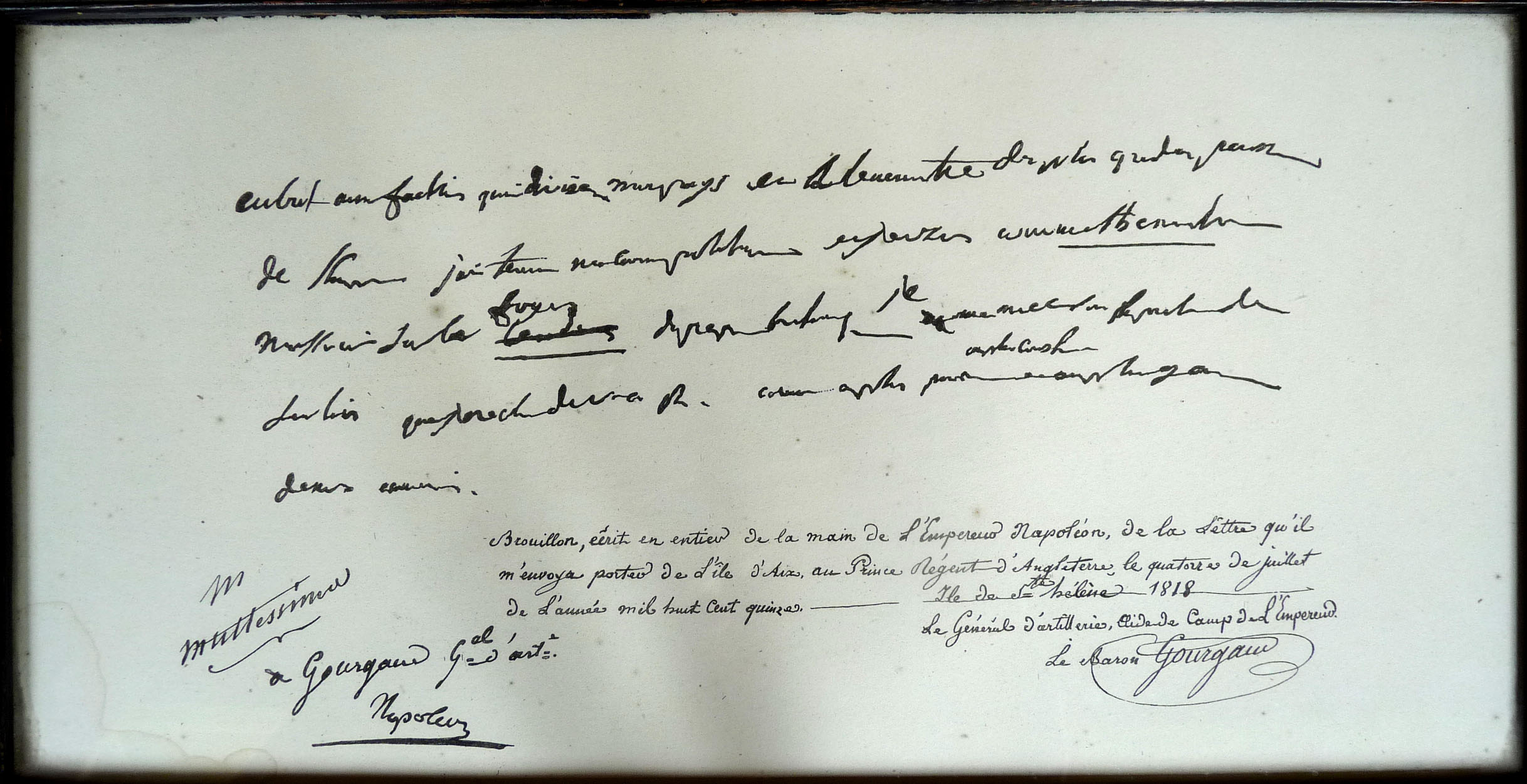
Fac-similé du brouillon de la lettre de reddition (13 juillet 1815) confiée à Gourgaud.

Il ne se sépare de l'Empereur qu'au moment où ce dernier quitte Fontainebleau le 20 avril 1814. Dès lors il fait sa soumission au gouvernement et est, comme tous les officiers du Royaume, désigné pour faire partie des Gardes du corps. Mais l'Empereur lui a laissé en partant l'épée qu'il portait aux Pyramides : c'est assez pour le faire éconduire. Lors du retour de l'île d'Elbe, Gourgaud s'empresse de se rendre auprès de l'Empereur. Il le suit dans sa dernière campagne et donne à Fleurus de nouvelles preuves de bravoure qui le font nommer général et aide-de-camp. 
Revenu à Paris avec l'Empereur en juillet 1815 il l'accompagne à Rochefort et à l'Île-d'Aix, où il est choisi,, pour porter au Prince-Régent d'Angleterre la célèbre lettre de Napoléon ainsi formulée. On prend la lettre, mais on ne lui permet pas de débarquer en Angleterre et de la remettre en mains propres,. Il rejoint donc l'Empereur, qui le désigne pour le suivre à Sainte-Hélène. Gourgaud y recueille les confidences de Napoléon, en particulier le souhait d'éloigner les sites militaires des frontières, précaution qui n'est prise qu'après la défaite de 1871, avec la création d'usines d'armement dans le Centre de la France[réf. souhaitée].
Il partage cet exil pendant trois années. Exaspéré par le favoritisme des Montholon (il provoque en duel le général Montholon et traite sa femme Albine, maîtresse de l'empereur, de « putain ») et souffrant de l'ambiance oppressante de Longwood House, il quitte l'île le 14 mars 1818.

### Le mémorialiste
Rayé des rôles de l'armée et banni après la Seconde Restauration, la France lui est fermée, il se rend en Angleterre, va exposer aux souverains réunis à Aix-la-Chapelle toutes les odieuses rigueurs déployées contre le captif de Sainte-Hélène, et ne rentre en France qu'en 1821.
Dès le 14 juillet 1821, il est le premier (avec les colonels Fabvier et De Bricqueville) à adresser une pétition à la Chambre des députés pour la prier d'inviter le gouvernement à réclamer de l'Angleterre, au nom de la France, les restes de l'Empereur.

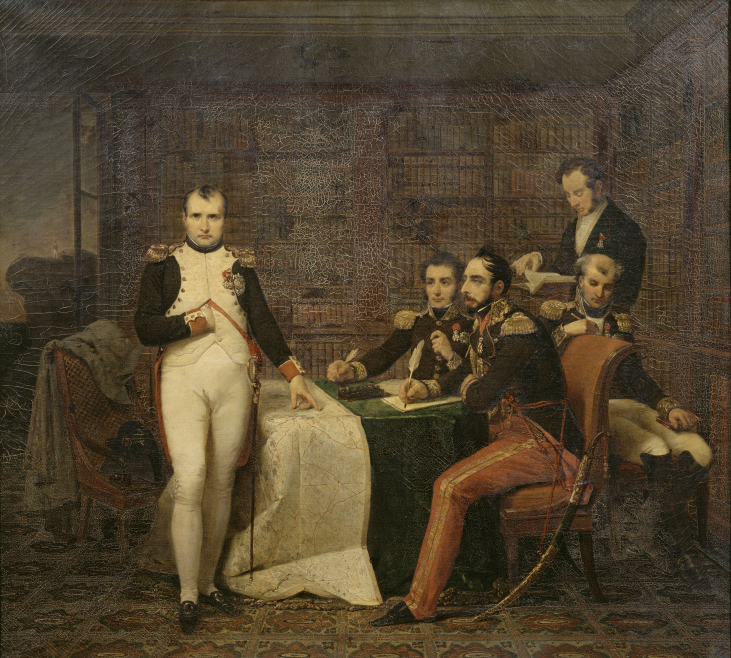
dictant ses mémoires aux généraux Montholon et Gourgaud en présence du grand-maréchal Bertrand et du comte de Las Cases, École française (XIXe siècle), musée napoléonien de l'île d'Aix.

Laissé en non-activité, il s'occupe de la publication de divers ouvrages ; il fait paraître en 1823 avec M. de Montholon les Mémoires de Napoléon à Sainte-Hélène, en 18 volumes ; en 1825, Histoire de Napoléon et de la Grande Armée pendant l'année 1812 et examen critique, dans lequel il réfute l'Histoire de Napoléon et de la Grande Armée en 1812 publiée en 1824 par le comte Philippe-Paul de Ségur (s'ensuit un duel dans lequel M. de Ségur est blessé) ; et en 1827, une Réfutation des calomnies de la vie de Napoléon, par Walter Scott. Déjà, en 1820, il a publié une Relation de la campagne de 1815.
Après la révolution de 1830, Gourgaud, remis en activité, devient successivement commandant de l'artillerie de Paris et de Vincennes, aide-de-camp du Roi en 1832, maréchal de camp en 1835, commandant en chef de l'artillerie de l'armée du Nord en 1839, président du Comité d'artillerie et inspecteur général de cette arme. Le gouvernement le charge en 1841 de l'armement des forts et fortifications de Paris. Cette même année, il est élevé à la pairie.
En 1840 Gourgaud est désigné par Louis-Philippe pour aller assister à Sainte-Hélène à l'exhumation des restes de l'Empereur et les rapatrier en France (retour des cendres), mission qu'il accomplit avec un zèle religieux. En cette occasion il distribue quelques médailles en cuivre portant sa propre effigie qu'il a fait graver en 1829, par F. Peuvrier (Paris), pour perpétuer sa mémoire,.
Bonapartiste, il est élu député des Deux-Sèvres du 13 mai 1849 au 2 décembre 1851.
Son arrière petit-fils, Napoléon Gourgaud, époux de la riche héritière américaine Eva Gebhard, crée vers 1925, un musée napoléonien dans l'ancienne maison du commandant de la place de l'île d'Aix (Charente-Maritime).
Le Journal de Gourgaud, qui est son œuvre la plus importante, a été publié pour la première fois en 1899, par Emmanuel de Grouchy et Antoine Guillois. C'est une source précieuse pour l'étude de la bataille de Waterloo et de la captivité de Sainte-Hélène. En 1933, Octave Aubry a entrepris une nouvelle édition du Journal de Gourgaud, qui a paru en 1947. Journal à propos duquel Aubry écrit « l'on ne connaît pas Napoléon si l'on n'a pas lu le Journal de Gourgaud… Remarque essentielle : son journal n'a pas été écrit pour être publié. Il l'a tracé pour soi-même, afin de se souvenir plus tard... D'où cet accent incomparable, cette prodigieuse liberté, cette véracité unique ». Pour Lord Rosebery, auteur d'une biographie de Napoléon en 1900, « le seul et capital témoignage de la vie à Sainte-Hélène est le Journal de Gourgaud ».
Mais l'on pourrait ajouter que « l'on ne connaît pas Gourgaud si on ne lit que le Journal de Gourgaud »… Selon les historiens, le mémorialiste s'y fait oublieux quant à ses discussions indiscrètes et imprudentes à Sainte-Hélène et à Londres. Ce n'est que vers la fin de l'été 1818 qu'il réintègre les rangs napoléoniens et qu'il finit par se faire expulser d'Angleterre pour avoir publié dans les journaux anglais une lettre ouverte à l'ex-impératrice Marie-Louise. Mais le mal est fait : les puissances alliées, réunies en congrès à Aix-la-Chapelle à l'automne 1818, décident de demander à l'Angleterre un renforcement de la surveillance de Napoléon, à la suite des rapports reçus de leurs commissaires dans l'île, sur les « révélations » de Gourgaud (involontaires et dénuées d'un quelconque esprit de trahison, selon les historiens Jacques Macé et Louis-Gabriel Michaud). L'une d'elles, notamment, déclarait que le captif pouvait s'échapper de l'île quand bon lui semblerait, et que Longwood était l'endroit le mieux approprié à sa surveillance,.

## Publications

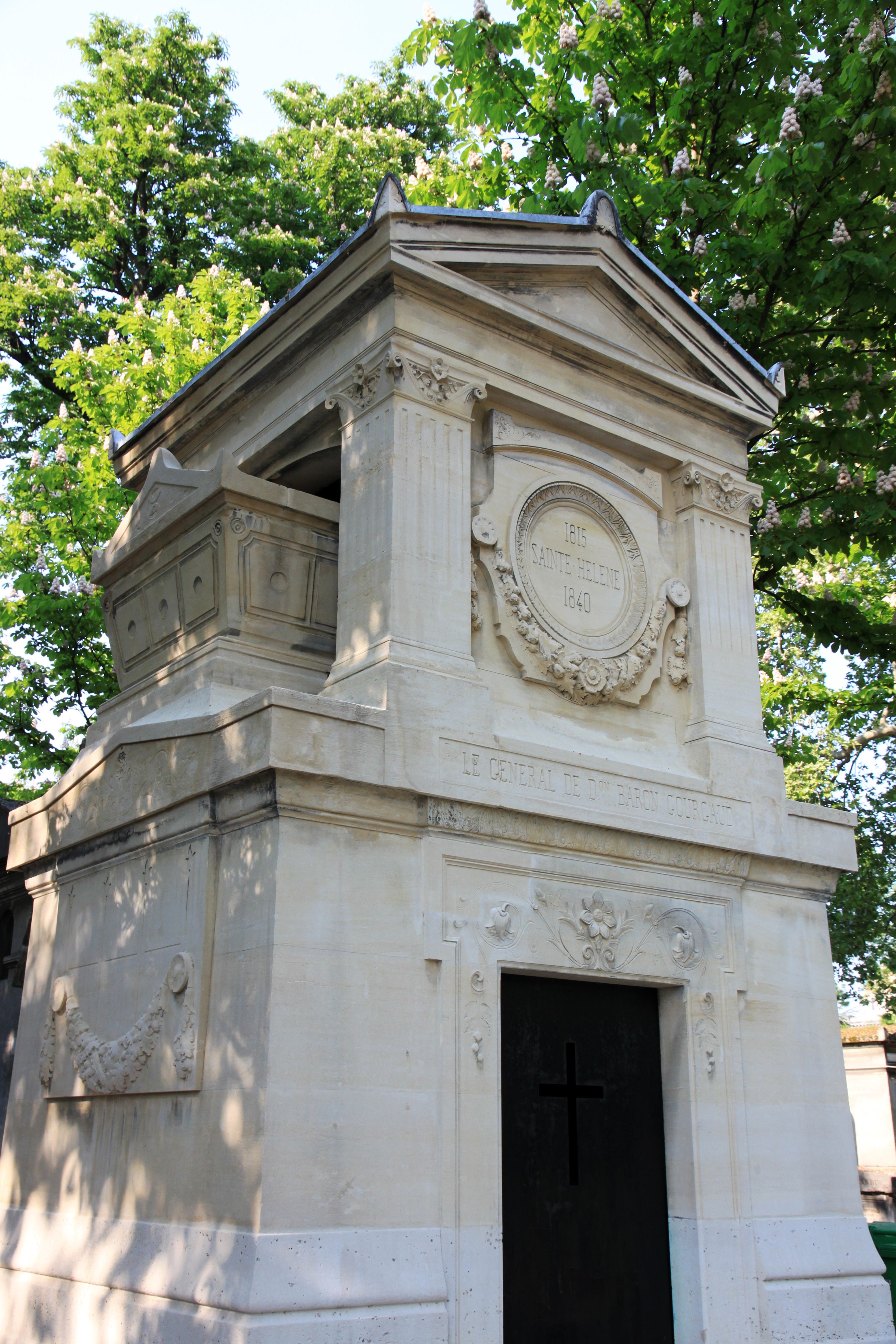
Tombe au cimetière du Père Lachaise (division 23).

- Journal inédit de Ste-Hélène, 2 vols., Paris, 1899. Dernière édition par Octave Aubry, « Journal de Sainte-Hélène, 1815-1818 », Paris, Flammarion, 1944-1947.
- Campagne de dix-huit cent quinze ou Relation des opérations militaires qui ont eu lieu en France et en Belgique, pendant les Cent Jours, Paris, P. Mongie Aîné, 1818.
- Mémoires pour servir a l'histoire de France sous Napoléon, Paris, 1822-1823. En collaboration avec Charles-Tristan de Montholon.
- Histoire de Napoléon et de la Grande Armée pendant l'année 1812 et examen critique, Paris, 1825 (réfutation de l'ouvrage intitulé Histoire de Napoléon et de la Grande Armée pendant l'année 1812 (Paris, 1824), écrit par le comte Philippe-Paul de Ségur (oncle par alliance de Sophie Rostopchine, comtesse de Ségur, fille du comte Fédor Rostopchine (1763-1826), qui décida en tant que gouverneur de la ville, l'incendie de Moscou occupée par Napoléon Ier à partir du 14 septembre 1812).
- Bourrienne et ses erreurs volontaires et involontaires, ou Observations sur ses Mémoires, 2 vols., Heideloff et Canel, Paris, 1830. En collaboration avec Belliard.
- Journal Intégral, texte établi, présenté et commenté par Jacques Macé, LA BIBLIOTHÈQUE DE SAINT-HÉLÈNE, éditions Perrin octobre 2019.

## Distinctions
- Légion d'honneur :
  - Légionnaire (3 mars 1807), puis,
  - Officier (30 août 1813), puis
  - Commandant (23 mars 1814), puis,
  - Grand officier (20 avril 1831), puis,
  - Grand-croix de la Légion d'honneur (22 avril 1847),
- Chevalier de Saint-Louis (14 novembre 1814) ;
- Grand-croix de l'ordre royal et militaire de Saint-Georges de la Réunion (it) (royaume des Deux-Siciles, 1836) ;
- Grand cordon de l’ordre de Léopold de Belgique (27 mai 1837) ;
- Décoré de l’ordre du Nichan Iftikhar de Tunis (23 avril 1846).

### Armoiries
Bon dessinateur (Gaspard Gourgaud fut élève dans l'atelier de Regnault), il dessine lui-même son blason, (comprenant le « franc-quartier sénestre de gueules, à une épée haute d'argent » commun à tous les blasons des barons militaires du Premier Empire, cf. Héraldique napoléonienne) :
| Figure | Blasonnement |
|        | Armorial des barons de l'Empire (décret du 3 octobre 1812, lettres patentes du 3 février 1813, Paris). Coupé, le premier parti à dextre d'azur à la fortune sur sa « roüe » d'or, adextrée en chef d'une étoile du même, à sénestre des barons tirés de l'armée ; au deuxième d'argent au Saint-Michel à cheval terrassant un dragon, le tout de gueules soutenu de deux torches de sable, en sautoir, allumées de gueules.. - Livrées : les couleurs de l'écu. |